# Mito HollyHock
Mito HollyHock (水戸ホーリーホック Mito Hōrīhokku) là một câu lạc bộ bóng đá chuyên nghiệp Nhật Bản, hiện đang thi đấu tại J. League Hạng 2. Câu lạc bộ có trụ sở tại Mito, Ibaraki.
Biệt danh "HollyHock" xuất phát từ gia huy của gia tộc Tokugawa cầm quyền từ Mito trong thời kỳ Edo.

## Lịch sử
Câu lạc bộ được thành lập vào năm 1990 với tên gọi Prima Aseno FC bởi các công nhân nhà máy của Prima Ham (một công ty thực phẩm) ở Tsuchiura. Nó đổi tên thành Prima Ham FC Tsuchiura và đã giành quyền lên hạng Japan Football League khi kết thúc ở vị trí thứ hai trong trận playoff Giải Khu vực năm 1996. Sáp nhập với FC Mito (thành lập năm 1994) và mang tên mới là Mito Hollyhock trước khi bắt đầu mùa giải 1997 khi mà Prima Ham đã quyết định ngừng tài trợ cho câu lạc bộ.
Mito nộp đơn để được thi đấu tại J.League Hạng 2 mùa đầu tiên năm 1999 nhưng không được chấp nhận do vấn đề tài chính tài chính và cổ động viên không ổn định. Tuy nhiên, sau khi kết thúc ở vị trí thứ 3 tại Japan Football League năm 1999 và nhận được sự ủng hộ, câu lạc bộ đã được thi đấu tại J. League vào năm 2000.

## Phong cách
Là một câu lạc bộ có truyền thống yếu tại giải đấu, Mito đã chọn cho mình cách chơi phòng ngự và đã được chứng minh được rằng họ thành công theo cách đó. Lối phòng ngự của họ thường được gọi là "Mito-nachio" vì phong cách chơi Catenaccio, đó cũng là một cách chơi chữ dựa trên đặc sản của địa phương, Mito natto.

## Thành tích tại J. League
| Mùa  | Hạng | Số đội | Vị trí | Trung bình khán giả | J.League Cup | Cúp Hoàng đế |
| ---- | ---- | ------ | ------ | ------------------- | ------------ | ------------ |
| 2000 | J2   | 10     | 9      | 2,021               | Vòng 1       | Vòng 3       |
| 2001 | J2   | 12     | 11     | 1,559               | Vòng 1       | Vòng 3       |
| 2002 | J2   | 12     | 10     | 2,739               | -            | Vòng 3       |
| 2003 | J2   | 12     | 7      | 3,085               | -            | Vòng 3       |
| 2004 | J2   | 12     | 9      | 3,773               | -            | Vòng 4       |
| 2005 | J2   | 12     | 10     | 3,334               | -            | Vòng 4       |
| 2006 | J2   | 13     | 10     | 3,017               | -            | Vòng 3       |
| 2007 | J2   | 13     | 12     | 2,415               | -            | Vòng 4       |
| 2008 | J2   | 15     | 11     | 3,044               | -            | Vòng 4       |
| 2009 | J2   | 18     | 8      | 2,673               | -            | Vòng 2       |
| 2010 | J2   | 19     | 16     | 3,608               | -            | Vòng 3       |
| 2011 | J2   | 20     | 17     | 3,349               | -            | Vòng 4       |
| 2012 | J2   | 22     | 13     | 3,973               | -            | Vòng 3       |
| 2013 | J2   | 22     | 15     | 4,630               | -            | Vòng 3       |
| 2014 | J2   | 22     | 15     | 4,734               | -            | Vòng 3       |

## Cựu cầu thủ nổi bật

### Cầu thủ quốc tế
| Nhật Bản - Túlio - Kota Yoshihara - Takayuki Suzuki |  | AFC - Park Joo-Ho - Shin Byung-Ho |  | CONMEBOL - João Paulo - Francisco Fernández |  |  |